# Die Geschichte des zweiten Bettelmönchs

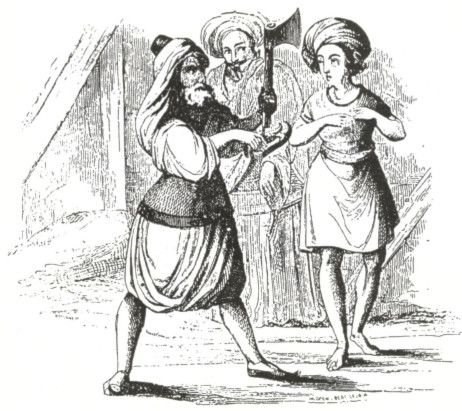
Holzschnitt von Friedrich Gross

Die Geschichte des zweiten Bettelmönchs ist ein Märchen aus Tausendundeine Nacht. Es steht in Claudia Otts Übersetzung als Die Geschichte des zweiten Bettelmönchs (Nacht 40–52), bei Gustav Weil als Geschichte des zweiten Kalenders.

## Inhalt
Der Prinz glänzt in Künsten wie Kalligrafie. Er soll zum Perserkönig, doch Räuber vernichten die Karawane. Er irrt allein durch die Wüste und kommt in einer Stadt bei einem Schneider unter, der ihm aber rät, seinen Namen geheim zu halten und als Brennholzsammler zu arbeiten. So findet er in einer Oase einen unterirdischen Palast und vergnügt sich mit einer Frau. Ein Ifrit raubte sie dorthin und schläft alle zehn Tage mit ihr. Trunken, ruft der Prinz ihn her, flieht und vergisst seine Axt und Sandalen. Damit findet ihn dieser, nachdem er erst die Frau foltert, die ihn aber nicht verrät, und schlägt ihr beide Hände ab.
Der Ifrit verwandelt ihn in einen Affen. Als solcher kommt er auf ein Schiff. Der König in der Stadt sucht einen Wesir, der schön schreibt. Der Affe beeindruckt mit Versen in feinen Schriftarten. Der König speist und spielt Schach mit ihm und stellt ihn seiner Tochter vor, die ihn sofort als verwandelten Prinzen erkennt, denn sie ist zauberkundig. Sie erlöst ihn, nach langem, in wechselseitigen Gestaltwechseln geführtem Kampf mit dem Ifrit, wobei sie verbrennt und der Prinz ein Auge verliert. Der König verstößt ihn.

## Einordnung

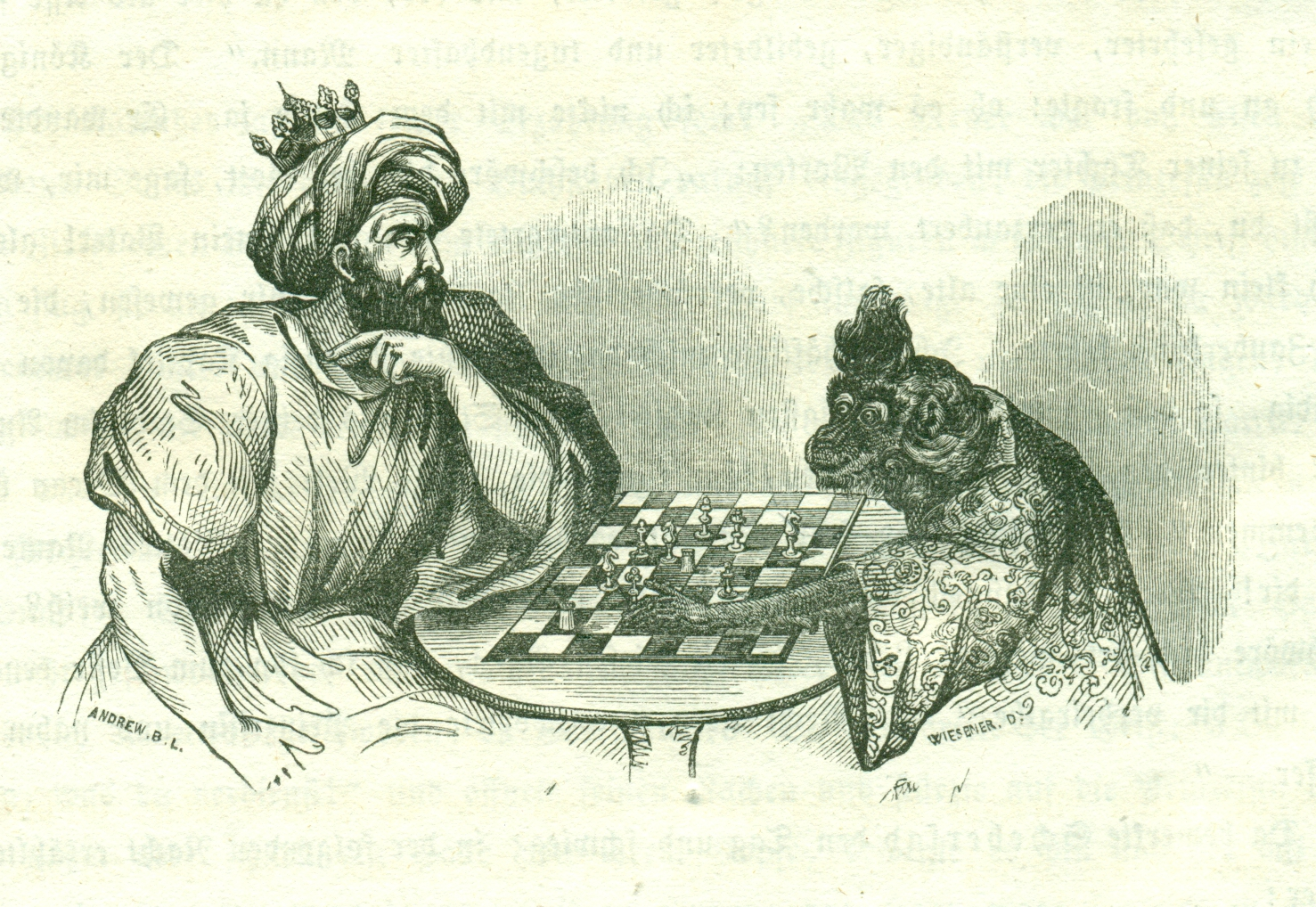
Holzschnitt von Friedrich Gross

Im Koran werden Sünder zu Affen. In Märchen spiegelt sich im islamischen Kulturbereich der hohe Stellenwert der Kalligrafie als ornamentaler Kunst. Ein Ifrit ist ein Dämon. Er will die Frau für sich haben, vgl. Der betrogene Ifrit. Der Prinz erzählt ihm Der Neider und der Beneidete, damit er ihn schont. Den Rahmen bildet Der Träger und die drei Damen. Es folgt Die Geschichte des dritten Bettelmönchs.
Der mit Formwechseln geführte Kampf unter Zauberern ist ein in der Erzählforschung bekanntes Motiv (ATU 325). Willem de Blécourt zufolge gehen selbst solche, abweichenden orientalischen Belege wie auch Nr. 147 der türkischen Sammlung Vierzig Wesire wohl auf Straparolas Maestro Lattantio in Ergötzliche Nächte (8,5) von 1553 zurück. Eine spätere, einflussreiche Fassung ist Grimms De Gaudeif un sien Meester. Grimms Anmerkung verweist auch auf „1001 Nacht (1, 385. 386)“.
Der Film Die Abenteuer des Prinzen Achmed (1926) hat, bei sonst ganz verschiedener Handlung, ein Zauberduell zwischen Hexe und Zauberer (Ende 4. Akt). Erotische Geschichten aus 1001 Nacht (1973) zeigt einige Szenen des Märchens. Affenverwandlung begegnet auch in Baghdad Gaja Donga (Indien, 1968) und in Sindbad und das Auge des Tigers (1977).